# Obert Internacional d'escacs actius Ciutat de Rubí
L'Obert Internacional d'escacs actius Ciutat de Rubí és un torneig d'escacs que es juga a Rubí. El torneig és organitzat per l'Associació d'Escacs Rubinenca. El 2015, l'Obert de Rubí entrà coma candidata a formar part del Circuit Català d'Oberts Internacionals d'Escacs. El torneig es juga pel sistema suís a ritme d'escacs actius de 15 minuts més 5 segons d'increment per jugada.

## Historial
Quadre de totes les edicions amb els tres primers de la classificació general:
| Any  | Data       | Edició    | Campió               | Subcampió              | Tercer                   |
| ---- | ---------- | --------- | -------------------- | ---------------------- | ------------------------ |
| 2013 | 22 de juny | I Obert   | Miguel Muñoz Pantoja | Marc Narciso Dublan    | Marc Campos Cayuelas     |
| 2014 | 21 de juny | II Obert  | Miguel Muñoz Pantoja | Cristhian Cruz Sánchez | Arian González Pérez     |
| 2015 | 20 de juny | III Obert | Miguel Muñoz Pantoja | Jonathan Cruz          | Rolando Alarcon Casellas |
| 2016 | 22 de maig | IV Obert  | Rolando Alarcón      | Carles Díaz Camallonga | Jonathan Cruz            |